# ローツァンパ
ローツァンパ (ネパール語: ल्होत्साम्पा; チベット文字：ལྷོ་མཚམས་པ་; ワイリー方式：lho-mtshams-pa) はネパール系のブータン人を指し、異なる多数の民族からなる。 ブータン南部の出身であることから、ローツァンパは口語で南部人を意味する。 2007年以降、ブータン難民となっていた大半のローツァンパは、アメリカ合衆国、カナダ、オーストラリア、イギリスおよび他の欧州各国へと、第三国定住をした。現在では、ネパール国内のローツァンパの人口は、再定住先の米国などと比較すると、極めて少ない。

## 歴史
初期の小規模なネパール系移民は、主にインド保護下のネパール東部の出身であり、19世紀後半から20世紀初頭にかけて移住してきた。 ネパール系移民の始まりはブータン政治の発達と一致する。1885年、 ウゲン・ワンチュク国王は長年の政情不安を解決するため権力を強化し、インドの宗主国であるイギリスとの親密な関係を築いた。 1910年に、ブータン政府は英領インドと、ブータンの外交権を委任する条約を締結した。 ネパールやインドからの移民は1960年代から爆発的に増加した。 この時代に、ブータンでは第1次五ヵ年計画が始まり、多くの移民は建築労働者としてやって来た。1980年代までにブータンの人口の28%がネパール系となっていたと、ブータン政府は推計している。 非公式な推計によれば、ネパール系の割合は30%から40%にものぼり、ブータン南部で多数派を形成しているとされる。 1980年代後半時点での合法なネパール系永住者の割合は、全人口のわずか15%であろうと考えられる。
政府は長年、移民抑制の取り組みを続けており、南部におけるネパール系の居住・雇用を制限してきた。1970年代から1980年代にかけての自由主義化の取り組みによって、異民族間の結婚が推奨され、公共サービスを享受する機会が増加した。ブータン政府は、教育やビジネスの機会を求めて、ネパール系住民が国内移住することを許可した。しかし、ヒンドゥー教徒のネパール系住民の存在が原因で、1980年代から1990年代初期にかけて国内分裂が発生した。
1988年の国勢調査により、政府は多くのネパール系住民を不法移民であるとした。 ローツァンパの指導者は、政府の指示に対抗して、市民権を要求する示威行動と武力行使で応じた。
1989年に、ブータン政府は法律を改正し、その影響はローツァンパに直撃した。第一に、国定のドレスコードであるディグラム・ナムジャの扱いを、推奨から義務に変更した。ローツァンパを含めた全国民は、勤務時間中に公共の場で、このドレスコードを遵守することを要求された。この法律にローツァンパたちは憤慨し、ガロップ族の民族衣装を強制されることに不満を示した。第二に、政府は国語であるゾンカ語を優先し、ネパール語を学校教育から排除した。ローツァンパの多くはゾンカ語を全く知らないため疎外感を感じた。

### ブータンからの追放
1980年代以降、政府は違法移民だと主張し、100,000人以上のローツァンパをブータンから強制退去させた。1988年から1993年の間、民族的・政治的な抑圧を受けたとし、その他に何千人ものローツァンパが出国した。1990年に南ブータンの過激な反政府組織は、民主主義の拡大とマイノリティを尊重するよう強硬に主張した。同年に、ほとんどがローツァンパで構成されたブータン人民党はブータン政府に対して暴力運動を開始した。このような不穏な状況がもとで、多くのローツァンパがブータンを去った。ブータンを去ったローツァンパの多くは、ネパール国内の7箇所の難民キャンプ (2010年1月20日時点で、85,544人が難民キャンプに居住している) に入るか、インド国内で働くかをした。2008年のアメリカ合衆国国務省による推計によれば、排除されたブータン難民を国民として算入すると、ブータンの人口の約35%がローツァンパとなる。

## 文化
ほとんどのローツァンパたちは定住農業を代々営んできた。一方で、森林を伐採し、焼畑農業やtsheri農業 (山地の急斜面を利用した移動耕作) を行ってきた者もいる。 ローツァンパは一般にヒンドゥー教徒に分類されるが、これは現実を過度に単純化している。というのも、タマン族やグルン族といった仏教徒が多数を占める民族も多くある。 また、ライ族やリンブー族、キラト族はその多くがアニミズムを信じており、キラント教 (ムンドゥム教) の信者である 。 (主にブータン東部で見られる) ヒンドゥー教徒であれチベット仏教徒であれ、ローツァンパのほとんどが菜食主義の正統派階層に属しており、牛肉食を禁忌としている。主要な祭典にはダサイン、ティハールがあり、外見上はインドのディーワーリーに類似ている。
事実の過度な単純化は、ローツァンパがブータンへ移住してきた時期についてもみられる。 ブータン政府は1958年以前から居住しているネパール系国民を全て受け入れた。しかし、1960年に第1次五ヵ年計画が始まるとブータンに入国する移住者が爆発的に増えた。移住者の数は著しく増えていき、後に政府による取り締まりを招いた。

## 言語

ブータンの行政区画を示す地図。ローツァンパはサムツェ県やチラン県、サルパン県といった南部に居住する。

ローツァンパはネパール語を第一言語とする。サムツェ県、チラン県、サルパン県といった南部の県(ゾンカク)には巨大なローツァンパのコミュニティがあり、そこではほとんどの人がネパール語を話す。ブータン南部ではかつては学校でネパール語が教育され、人々は会話や読み書きにネパール語を使用していた。しかしながら、1980年代にブータン国内のネパール系住民とブータン人の間で激しい対立があり、状況は一変した。以来、ネパール語は家庭でしか教えられなくなり、ブータンでは口語としてのみ使用されるようになった。それゆえ、南ブータン出身のネパール語話者の中にはネパール語の読み書きが出来ない者もいる。現在でも、南ブータンではネパール語を第一言語とする人がほとんどで、彼らは家庭でネパール語を使っている。また、ネパール語は学校において授業外で最も一般的に使用される言語でもある。
ブータン国内で使用されるネパール語は、首都ティンプーと地方部とでは差がある。また、ネパールとブータンではネパール語の単語が異なることがある。
| 日本語     | ネパール語 (ブータン) | ネパール語 (ネパール) |
| ---------- | --------------------- | --------------------- |
| 兄弟       | Dada                  | Dai/Dada              |
| 汚い       | Maila                 | Phor/Maila            |
| 扉         | Dailo                 | Dhoka/Dailo           |
| エンドウ豆 | Matar                 | Kerau/Matar           |
| 店         | Dokan                 | pasal/Dokan           |
| 投げる     | Phag                  | Phal/phyak            |
| 野菜       | Sabji                 | Tarkari/sabji         |
| 乗り物     | Gari                  | Motor/Gadi            |
| 待つ       | Parkhe                | parkhe/Parkha         |
| 窓         | Khirkey               | jhyal                 |